# جيف لوفينيس
جيف لوفينيس (بالإنجليزية: Jeff Loveness)‏كاتب سيناريو أمريكي ومنتج تلفزيوني وممثل وكاتب كتاب هزلي اشتهر بعمله في جيمي كيميل لايف!، ريك ومورتي ، والقادم عالم مارفل السينمائي فيلم الرجل النملة والزنبور: كمومانيا .

## الجوائز
| قائمة الجوائز والترشيحات   | قائمة الجوائز والترشيحات | قائمة الجوائز والترشيحات       | قائمة الجوائز والترشيحات | قائمة الجوائز والترشيحات | قائمة الجوائز والترشيحات |
| جائزة                      | تاريخ الحفل              | فئة                            | مسلسل                    | المرجع                   |                          |
| -------------------------- | ------------------------ | ------------------------------ | ------------------------ | ------------------------ | ------------------------ |
| جائزة Primetime Emmy Award | 22 سبتمبر 2013           | الكتابة المتميزة لسلسلة متنوعة | جيمي كيميل لايف!         | [ 1 ]                    |                          |
| جائزة Primetime Emmy Award | 19 سبتمبر 2020           | برنامج الرسوم المتحركة المتميز | ريك ومورتي               | [ 2 ]                    |                          |

## فهرس

### كاريكاتير الأعجوبة
- جروت (2015)
- نوفا (2017) [3]
- الرجل العنكبوت (2017) [4]